# Просови
Просовите (Panicoideae) са подсемейство растения от семейство Житни (Poaceae).
Таксонът е описан за пръв път от Хайнрих Фридрих Линк през 1827 година.

## Родове
- Arundoclaytonia
- Bromuniola
- Centotheca
- Chasmanthium
- Chevalierella
- Cyperochloa
- Danthoniopsis
- Dilophotriche
- Gilgiochloa
- Gynerium
- Hyparrhenia
- Lophatherum
- Loudetia
- Loudetiopsis
- Megastachya
- Miscanthus
- Orthoclada
- Panicum – Просо
- Pennisetum
- Sorghum – Сорго
- Spartochloa
- Spinifex – Спинифекс
- Steyermarkochloa
- Thysanolaena
- Trichopteryx
- Tristachya
- Zeugites
- Zonotriche